# Bauvorbescheid
Als Bauvorbescheid oder Vorbescheid bezeichnet man im öffentlichen Baurecht eine vor Einreichung eines Bauantrags beantragte  verbindliche Entscheidung der Baugenehmigungsbehörde über einzelne Fragen, über die im Baugenehmigungsverfahren zu entscheiden wäre und die selbständig beurteilt werden können (§ 73 der Niedersächsischen Bauordnung).
Besonders häufig bezieht er sich nur auf die bauplanungsrechtliche Zulässigkeit eines Vorhabens (sog. Bebauungsgenehmigung) oder auf die Frage, ob eine bestimmte Art oder ein bestimmtes Maß der baulichen Nutzung zulässig ist. Die Bauordnungen der deutschen Bundesländer normieren den Bauvorbescheid unterschiedlich. Wie die Teilbaugenehmigung und die Baugenehmigung ist der Vorbescheid jedoch einheitlich ein feststellender Verwaltungsakt, der aber (noch) nichts gestattet. Auf einen Vorbescheid und die Baugenehmigung besteht bei Vorliegen ihrer Voraussetzungen ein Rechtsanspruch, eine Teilbaugenehmigung steht dagegen im Ermessen der Baubehörde.
Der erforderliche Antrag wird Bauvoranfrage oder Bauanfrage genannt.

## Vorhabenbezug
Die Bauvoranfrage dient nicht der Beantwortung abstrakter Rechtsfragen. Die Fragen müssen deshalb zum einen einer gesonderten Beurteilung zugänglich sein und sich zum anderen auf ein konkretes (baugenehmigungspflichtiges) Vorhaben beziehen.

## Bindungswirkung
Anders als unverbindliche Auskünfte, die eine Behörde jederzeit auf eine Anfrage hin erteilen kann, entfalten Bauvorbescheide für ein nachfolgendes Baugenehmigungsverfahren eine zeitlich befriste Bindungswirkung, in Niedersachsen beispielsweise für drei Jahre (§ 73 Abs. 2 NBauO 2012). Die Frist kann in der Regel verlängert werden. Unterschiedlich geregelt ist, ob die Anfechtung des Vorbescheids, etwa durch einen Nachbarn, den Ablauf dieser Frist hemmt. In Niedersachsen ist das gem. § 73 Abs. 2 Satz 2, § 71 Satz 2 NBauO der Fall, in Bayern nicht. Art. 71 BayBO verweist nicht auf Art. 69 Abs. 1 BayBO.
Nach höchstrichterlicher Rechtsprechung ist der Vorbescheid keine bloße Zusicherung, sondern eine vorweggenommene Entscheidung. Er kann daher nur bei Vorliegen der Voraussetzungen der § 48, § 49 VwVfG wieder aufgehoben werden, seine Bindungswirkung entfällt nicht nach § 38 Abs. 3 VwVfG.
Die Bindungswirkung erstreckt sich nur auf Vorhaben, die inhaltlich dem Vorbescheid vollständig entsprechen oder ohne Veränderung der Grundkonzeption allenfalls geringfügig abweichen oder weniger „massiv“ sind. Dafür kommt es maßgeblich darauf an, ob wegen der Abweichung die Genehmigungsfragen in bodenrechtlicher Hinsicht neu aufgeworfen werden.

## Rechtsfolgen
Da mit dem Bauvorbescheid das fragliche Vorhaben noch nicht „zugelassen“ wird, entfällt bei der Anfechtung durch Dritte nicht die aufschiebende Wirkung von Widerspruch und Klage gem. § 212a Abs. 1 BauGB.
Ein noch nicht bestandskräftiger Vorbescheid ist seinem Inhalt nach in die Baugenehmigung nach Art eines Zweitbescheids aufzunehmen.
Damit wird das, was durch die Bebauungsgenehmigung vorab (noch nicht bestandskräftig) entschieden worden ist, erneut im Rahmen der Baugenehmigung entschieden und zur Anfechtung gestellt. Umgekehrt kann nach Bestandskraft des Bauvorbescheids die durch diesen getroffene Teilregelung nicht mehr im Wege einer Klage gegen die Baugenehmigung angegriffen werden.
Der objektbezogene Vorbescheid in der Gestalt einer Bebauungsgenehmigung ist zugleich ein öffentlich-rechtlicher Nachweis über die Baulandqualität
und damit ein preisbildender Faktor. Machen der Grundeigentümer oder ein Grundstückskäufer im schutzwürdigen Vertrauen auf die Richtigkeit eines fehlerhaften Vorbescheids Aufwendungen, können sie deren Ersatz nach den Grundsätzen über die Amtshaftung verlangen, wenn nach Ablauf der Bindungsfrist oder nach Rücknahme des Vorbescheides (§ 48 VwVfG) die Erteilung der Baugenehmigung an Gründen scheitert, aus denen schon der Vorbescheid hätte versagt werden müssen.